# Kinesiska inlandsmissionen
Kinesiska inlandsmissionen (China Inland Mission) grundades den 25 juni 1865 av James Hudson Taylor och hade som ändamål att få det kristna evangeliet förkunnat i alla Kinas provinser.
Vid tidpunkten för dess bildande fanns i Kina blott 97 protestantiska missionärer, som alla hade sin verksamhet förlagd till 10 eller 11 hamnstäder. Av dessa låg endast en, Hankou, i landets inre, vid Yangtze-floden, och av Kinas 18 provinser var 11 alldeles oberörda av mission.
Efter 10 år hade den nya missionen 52 medarbetare, år 1888 335 st, år 1899 811 st och år 1906 875 medarbetare. En stark hänförelse för denna mission väcktes, särskilt genom "de sju från Cambridge", sju universitetsbildade män, som 1885 trädde i dess tjänst. Sedan etablerades verksamhet i alla Kinas provinser. Huvudvikten lades visserligen vid evangelisation, men fasta stationer upprättades också på många håll. Från 1890 var bland andra svenska missionärer August Berg en viktig deltagare. En annan var Emma Ekvall.
Den kinesiska inlandsmissionen var interdenominationell: i sin tjänst hade den missionärer tillhörande anglikanska kyrkan, baptister, metodister, presbyterianer, kongregationalister med flera. Huvudvikten vid deras antagande lades vid den andliga utrustningen och förmågan att tillägna sig det  kinesiska språket. Dessa arbetare hade ingen tillförsäkrad lön och inga kollekter fick upptagas. De nödvändiga medlen till missionärernas underhåll och arbetets upprätthållande skaffades genom gåvor. 
Arbetet leddes inte av någon styrelse i hemlandet, även om där fanns ett så kallat "home-department" för prövning och antagande av missionärskandidater, mottagande av gåvor och översändande och spridande av underrättelser om missionens utveckling. Ledningen var förlagd till missionsfältet och handhades av så kallade seniorer eller äldre, beprövade missionärer. Under boxarupproret (1900) hade särskilt denna mission en svår tid: inte mindre än 58 av dess missionärer jämte flera av deras barn dödades av "boxare". Arbetet upptogs dock sedan med ännu större kraft. År 1904 fanns 12 032 fullmyndiga församlingsmedlemmar. Missionens organ var Chinas millions, som utgavs i London.
Efter Folkrepubliken Kinas grundande år 1949, blev det i praktiken omöjligt att fortsätta missionens arbete i Kina. 1964 ombildades den kinesiska inlandsmissionen till Overseas Missionary Fellowship.